# Дачов Лом
Дачов Лом (словац. Dačov Lom) — село, громада округу Вельки Кртіш, Банськобистрицький край, центральна Словаччина, регіон Гонт. Кадастрова площа громади — 24,53 км².
Населення 419 осіб (станом на 31 грудня 2017 року).

## Історія
Дачов Лом вперше згадується в 1333 році.

## Населення
| Рік:            | 1994. | 2004.   | 2014.   | 2024.   |
| --------------- | ----- | ------- | ------- | ------- |
| Кількість осіб: | 433   | 415     | 424     | 398     |
| Різниця:        |       | -4,15 % | +2,16 % | -6,13 % |

| Рік:            | 2023. | 2024.   |
| --------------- | ----- | ------- |
| Кількість осіб: | 391   | 398     |
| Різниця:        |       | +1,79 % |